# Dãy núi Ngọc Sơn

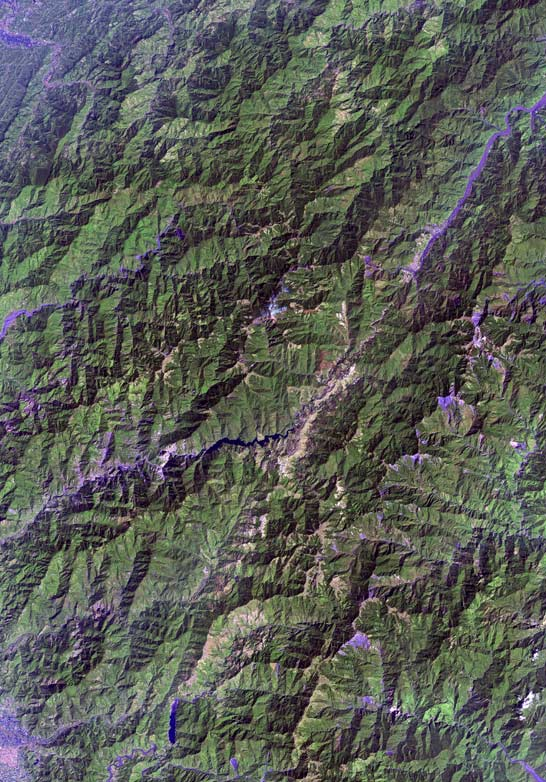
Một ảnh không gian về dãy núi Ngọc Sơn

Dãy núi Ngọc Sơn (tiếng Trung: 玉山山脈; bính âm: Yùshān shānmài, Hán Việt: Ngọc Sơn sơn mạch), là một dãy núi ở khu vực trung-nam Đài Loan. Dãy núi này đối diện với Dãy núi Trung ương ở phía đông, và ngăn cách với dãy núi A Lý Sơn ở phía tây qua dòng sông Nam Tử Tiên (楠梓仙溪). Dãy núi Ngọc Sơn là một trong năm dãy núi chính tại Đài Loan.
Dãy núi Ngọc Sơn được một số người cho là giống với cây thánh giá, rặng núi từ phía đông sang phía tây tương đối ngắn và rặn núi từ phía bắc xuống phía nam lại tương đối dài. Núi Ngọc Sơn, có độ cao 3.952 m (12.966 ft) trên mực nước biển là đỉnh núi cao nhất tại Đài Loan, ngọn núi nằm ở điểm giao nhau của hai rặn núi. Công viên quốc gia Ngọc Sơn nằm trên một số phần của dãy núi.

## Danh sách các đỉnh núi
Dưới đây là 22 đỉnh cao trên 3.000 m (9.843 ft) thuộc dãy núi Ngọc Sơn. Trong đó có 12 đỉnh nằm trong danh sách "100 đỉnh cao nhất Đài Loan" (台灣百岳).
- Đỉnh chính Ngọc Sơn (玉山主峰), 3.952 m (12.966 ft)
- Đỉnh Ngọc Sơn Đông (玉山東峰), 3.869 m (12.694 ft)
- Đỉnh Ngọc Sơn Bắc (玉山北峰), 3.858 m (12.657 ft)
- Đỉnh Ngọc Sơn Nam (玉山南峰), 3.844 m (12.612 ft)
- Núi Đông Tiểu Nam (東小南山), 3.744 m (12.283 ft)
- Đỉnh Ngọc Sơn Tây (玉山西峰), 3.467 m (11.375 ft)
- Nam Ngọc Sơn (南玉山), 3.383 m (11.099 ft)
- Núi Bát Thông Quan (八通關山), 3.245 m (10.646 ft)
- Núi Quận Đại (郡大山), 3.265 m (10.712 ft)
- Đỉnh Tiền Ngọc Sơn (玉山前峰), 3.239 m (10.627 ft)
- Tây Loan Đại Sơn (西巒大山), 3.081 m (10.108 ft)
- Lộc Sơn (鹿山), 2.981 m (9.780 ft)